# Ярцев, Георгий Алексеевич
Георгий Алексеевич Ярцев (1904 — 1955) — советский издательский работник. Директор издательства «Советский писатель» в 1938—1949 годах.

## Биография
В 1940 году — в возглавляемом Ярцевым «Советском писателе» был издан сборник стихов Анны Андреевны Ахматовой «Из шести книг».
25 сентября 1940 года — управляющий делами ЦК ВКП(б) Д. В. Крупин направил докладную записку Секретарю ЦК ВКП(б) А. А. Жданову с предложением об изъятии из распространения стихов Анны Ахматовой. Ждановым была инициирована проверка издания сборника начальником Управления пропаганды ЦК ВКП(б) Г. Ф. Александровым и его заместителем Д. А. Поликарповым. Согласно справки, направленной ими 19 октября 1940 года А. А. Ждановку, основная ответственность за издание сборника была возложена на Г. А. Ярцева и сотрудника Главлита Бойченко Ф. С.
29 октября 1940 года — вышло Постановление секретариата ЦК ВКП(б) «О сборнике стихов А. А. Ахматовой „Из шести книг“», в котором было указано, что «работники издательства „Советский писатель“ тт. Ярцев и Брыкин, политредактор Главлита т. Бойченко допустили грубую ошибку, издав сборник идеологически вредных, религиозно-мистических стихов Ахматовой.». Директору издательства «Советский писатель» Ярцеву был объявлен выговор «за беспечность и легкомысленное отношение к своим обязанностям, проявленные при издании сборника стихов Ахматовой». Изданный сборник стихов «Из шести книг» был изъят из распространения.
Несмотря на рекомендацию отдела пропаганды и агитации ЦК ВКП(б) не публиковать книгу Ильи Ильфа и Евгения Петрова с произведениями «Двенадцать стульев» и «Золотой телёнок» руководимому Ярцевым издательству «Советский писатель», она всё же вышла в свет в 1948 году.
14 декабря 1948 года — начальник отдела пропаганды и агитации ЦК ВКП(б) Д. Т. Шепилов направил секретарю ЦК ВКП(б) Г. М. Маленкову докладную записку, в которой подверг романы резкой критике за «серьёзные идейные недостатки и ошибки». В записке также предъявлялись претензии на публикацию в 1947—1948 годах сборника избранных стихотворений Бориса Леонидовича Пастернака (тираж которой был полностью изъят по решению Секретариата Союза писателей СССР), публикацию романов Юрия Николаевича Тынянова «Смерть Вазир-Мухтара», Валерия Яковлевича Кирпотина «Ф. М. Достоевский», Аркадия Семёновича Долинина «В творческой лаборатории Достоевского», роман Екатерины Михайловны Шереметьевой «Вступление в жизнь». Несмотря на то, что Ярцев назвал ошибочным издание данных произведений и Секретариат Союза писателей СССР не посчитал необходимым принимать к нему какие-либо административные меры, отделом пропаганды и агитации ЦК ВКП(б) было предложено освободить Ярцева от должности директора издательства и подготовлен соответствующий проект решения. Вскоре после этого Ярцев был уволен с поста директора издательства «Советский писатель».